# Lullabies
Lullabies — перший мініальбом англійського гурту Cocteau Twins, який вийшов 1 жовтня 1982 року.

## Композиції
Автор музики і слів Cocteau Twins (Elizabeth Fraser, Robin Guthrie, Will Heggie). 
| #     | Назва                      | Тривалість |
| ----- | -------------------------- | ---------- |
| 1.    | «Feathers-Oar-Blades»      | 4:31       |
| 2.    | «Alas Dies Laughing»       | 3:39       |
| 3.    | «It's All But an Ark Lark» | 8:04       |
| 16:14 |                            |            |

## Склад
- Елізабет Фрейзер — вокал
- Робін Ґатрі — гітара, ударні
- Віл Геґі — бас-гітара